# モンタギュー郡 (テキサス州)
モンタギュー郡（モンタギューぐん、英: Montague County）は、アメリカ合衆国テキサス州の北部に位置する郡である。2010年国勢調査での人口は19,719人であり、2000年の19,117人から3.1%増加した。郡庁所在地は未編入の町であるモンタギュー（人口約400人）であり、同郡で人口最大の都市はブーイー市（人口5,218人）である。郡名は、米墨戦争で測量技師と軍人を務めたダニエル・モンタギューに因んで名付けられた。
2009年9月26日、チザム・トレイルを示す歴史標識が、郡内レッドリバーステーションの地で除幕された。高さ5.5フィート (1.7 m) のコンクリート製標識は、チザム・トレイルを残すためにテキサス・レイクス・アンド・トレイルとモンタギュー郡歴史委員会の合同プロジェクトがモンタギュー郡内に建てた12の標識の最後のものである。

## 地理
アメリカ合衆国国勢調査局に拠れば、郡域全面積は938平方マイル (2,429 km2)であり、このうち陸地931平方マイル (2,411 km2)、水域は7平方マイル (18 km2)で水域率は0.83%である。

### 主要高規格道路
- アメリカ国道81号線
- アメリカ国道82号線
- アメリカ国道287号線
- テキサス州道59号線
- テキサス州道101号線
- テキサス州道175号線

### 隣接する郡
- ジェファーソン郡 (オクラホマ州) - 北
- ラブ郡 (オクラホマ州) - 北東
- クック郡 - 東
- ワイズ郡 - 南
- ジャック郡 - 南西
- クレイ郡 - 西

### 国立保護地域
- リンドン・B・ジョンソン国立草原（部分）

## 人口動態
以下は2000年の国勢調査による人口統計データである。
| 基礎データ - 人口: 19,117人 - 世帯数: 7,770 世帯 - 家族数: 5,485 家族 - 人口密度: 8人/km2（20人/mi2） - 住居数: 9,862軒 - 住居密度: 4軒/km2（11軒/mi2） 人種別人口構成 - 白人: 95.95% - アフリカン・アメリカン: 0.18% - ネイティブ・アメリカン: 0.74% - アジア人: 0.26% - 太平洋諸島系: 0.03% - その他の人種: 1.64% - 混血: 1.21% - ヒスパニック・ラテン系: 5.41% 年齢別人口構成 - 18歳未満: 24.0% - 18-24歳: 6.8% - 25-44歳: 24.3% - 45-64歳: 25.1% - 65歳以上: 19.8% - 年齢の中央値: 41歳 - 性比（女性100人あたり男性の人口） - 総人口: 92.5 - 18歳以上: 89.8 | 世帯と家族（対世帯数） - 18歳未満の子供がいる: 28.7% - 結婚・同居している夫婦: 58.1% - 未婚・離婚・死別女性が世帯主: 8.8% - 非家族世帯: 29.4% - 単身世帯: 27.1% - 65歳以上の老人1人暮らし: 14.7% - 平均構成人数 - 世帯: 2.41人 - 家族: 2.91人 収入と家計 - 収入の中央値 - 世帯: 31,048米ドル - 家族: 38,226米ドル - 性別 - 男性: 31,585米ドル - 女性: 19,589米ドル - 人口1人あたり収入: 17,115米ドル - 貧困線以下 - 対人口: 14.0% - 対家族数: 10.0% - 18歳未満: 17.8% - 65歳以上: 11.9% |

## 都市と町
| - ベルチャービル、未編入の町 - ボニータ、未編入の町 - ブーイー - キャップスコーナー、未編入の町 - フォレストバーグ、未編入の町 | - イリノイベンド、未編入の町 - モンタギュー、未編入の町 - 郡庁所在地 - ノコナ - レッドリバーステーション（廃村） - リングゴールド、未編入の町 | - スパニッシュフォート、未編入の町 - セントジョー - ストーンバーグ、未編入の町 - サンセット、未編入の町 |

## 教育
モンタギュー郡の教育は下記の教育学区が管轄している。
- アルボード独立教育学区、大半はワイズ郡
- ブーイー独立教育学区、小部分がクレイ郡とジャック郡
- フォレストバーグ独立教育学区
- ゴールド・バーグ独立教育学区、小部分がクレイ郡
- モンタギュー独立教育学区
- ノコナ独立教育学区
- プレーリーバレー独立教育学区
- セントジョー独立教育学区、小部分がクック郡
- スライデル独立教育学区、一部がワイズ郡とデントン郡、小部分がクック郡

ノースセントラル・テキサス・カレッジの分校がブーイー市で運営されている。

## 災害
2009年4月9日、郡の多くの部分を嘗め尽くした山火事について、リック・ペリー州知事がモンタギュー郡に災害事態令を発動した。その後のインタビューでペリー知事は、これまで見たこともない「大惨事」だと発言した。